# Arènes de Manizales
Les arènes de Manizales (en espagnol : Plaza de toros de Manizales) sont les arènes de la ville colombienne de Manizales, chef-lieu du département de Caldas, en Colombie. Inaugurée en 1951, elles ont une capacité de 7 000 places.

## Présentation et historique  récente
Elles portent aussi le nom de « Monumental de Manizales » en raison de leur capacité de 17 000 places, selon Jean-Baptiste Maudet
Les premières arènes dont on ait connaissance à Manizales sont apparues vers 1890. Leur forme d'enclos  rappelait celle des anciennes arènes romaines, et se présentait comme un stade rustique. La structure a été améliorée et reconstruite plus de dix fois avant la création des arènes actuelles.
À partir de 1945, un groupe d'aficionados forme le projet de construire de véritables arènes. Réunis en « Société de la  Plaza de Toros de Manizales », ils  sollicitent, pour financer la construction, des personnalités importantes qui ont pris des parts dans l'entreprise et qui ont fini par offrir leurs actions à la section régionale de la Croix-Rouge, laquelle est toujours propriétaire des arènes. Elle reverse un pourcentage de ses bénéfices à l'hôpital pédiatrique de Manizales
Inaugurées le 23 décembre 1951, les arènes offraient un cartel de matadors espagnols  parmi lesquels : Antonio Bienvenida, Manolo González, et du bétail des ganaderías colombiennes.
La « Feria taurine de Manizales » est une des plus importantes du pays, voire la plus importante. Elle est classée en tête, avant Cali, Medellín, Carthagène des Indes et Bogotà dans la liste donnée par Jean Ortiz.